# PKS 2155-304
PKS 2155-304是已知最明亮的活躍星系之一，屬於蝎虎座BL型天体，在天球上位於南魚座。
PKS 2155-304在電磁波譜上是從無線電波到高能輻射的強發射源，其紅移值z = 0.116 （Falomo, Pesce & Treves 1993）。它是最明亮和被研究最多的蝎虎座BL型天体之一，並且常被認為是X射線選擇蝎虎座BL型天体的原型。